# (Не)жданный принц
«(Не)жда́нный принц» (фр. Un prince (presque) charmant) — французская романтическая комедия 2013 года режиссёра Филиппа Леллуша. В прокат в США фильм вышел 9 января 2013 года, в России — 25 апреля.

## Сюжет
Жан-Марк — карьерист в разводе, для достижения своих целей, переступит через любые препятствия. Сложные отношения с дочерью, у которой намечена свадьба, о которой он практически забывает из-за работы, и отправляется в путь лишь за два дня до торжества. Франция охвачена всеобщей забастовкой, от Жан-Марка увольняется его секретарша и путь состоит из сплошных проблем. В дороге Жан-Марк встречается с романтичной и бескорыстной девушкой Мари. Она говорит, что никогда не врёт (в отличие от Жан-Марка). Встречаясь с разными людьми, попадая в разные ситуации, постепенно, главный герой пересматривает жизненные ценности. Оказывается, Жан-Марк намерен разорить отца Мари, владельца небольшой фабрики в глубинке. Он никак не решался заговорить об этом, даже когда встретился с семьёй Мари. Между ними постепенно разгораются романтические отношения. Однако, правда раскрывается, и возмущенная Мари покидает Жан-Марка.
Отец невесты добирается до свадебной церемонии и торжество проходит благополучно. Жан-Марк мирится с дочерью и знакомится с зятем. Он сообщает, что продал свои акции компании и посвятит теперь всё время семье. Прямо со свадьбы Жан-Марк, по требованию дочери, отправляется домой к Мари. Он мирится с ней и семьёй и счастливая пара отправляется в путешествие.

## В ролях
| Актёр          | Роль                | Актёры дубляжа       |
| -------------- | ------------------- | -------------------- |
| Венсан Перес   | Жан-Марк            | Владимир Рыбальченко |
| Ваина Джоканте | Мари                | Екатерина Семёнова   |
| Жером Киршер   | Бертран             | Диомид Виноградов    |
| Хлоя Куллу     | дочь Жан-Марка Мари | Людмила Шувалова     |
| Жак Вебер      | Чарльз Лавант       | Александр Воронов    |
| Николь Кальфан | Мирей Лавант        | Елена Шульман        |
| Мусса Мааскари | Самос               | …                    |
| Коме Левин     | Себ                 | Диомид Виноградов    |
| Жюдит Сибони   | Эвелин              | Людмила Шувалова     |

## Саундтрек
- Irma — I Know
- Scarlett Johansson & Pete Yorn — Relator
- Jacques Dutronc — Et Moi, Et Moi, Et Moi
- Jessica Flores — Comme Avant